# Зайченко, Пётр Петрович
Пётр Петрович Зайченко (1 апреля 1943, Кайсацкое — 21 марта 2019, Волгоград) — советский и российский актёр театра и кино. Заслуженный артист Российской Федерации (1998).

## Биография
Родился 1 апреля 1943 года в селе Кайсацкое (в то время — административный центр Кайсацкого района, ныне Палласовский район) Сталинградской области. После окончания школы поступил на театральное отделение культпросветучилища. А спустя год учёбы поехал в Саратов и поступил в местное театральное училище им. И. Слонова на курс Н. Шляпниковой и Ю. Сагьянца, которое окончил в 1971 году и стал актёром Волгоградского театра им. М. Горького, где служил до 1974 года. С 1990 года — актёр Волгоградского «Облконцерта», в 1994—1995 играл в Волгоградском казачьем театре. В последние годы был артистом Молодёжного театра станичного казачьего общества «Станица Рождественская» окружного казачьего общества «Волгоградский казачий округ» Всевеликого Войска Донского.
Известность в кино принесла роль сержанта Ивана Пухова («Крокодилыча») в фильме Вадима Абдрашитова «Парад планет» (1984). Позднее актёр снялся ещё в двух фильмах этого режиссёра («Плюмбум, или Опасная игра» и «Армавир»).
В 1990 году Пётр Зайченко снялся в роли Шлыкова в фильме Павла Лунгина «Такси-блюз». Фильм участвовал в конкурсной программе Каннского кинофестиваля 1990 года. Фотографии Зайченко появились на обложках французских киножурналов. После такого международного успеха этого фильма актёр снялся в нескольких фильмах во Франции, Испании, Польше.
Был директором Волгоградского филиала Союза кинематографистов.
В год 65-летнего юбилея актёра вышла в свет книга П. П. Зайченко «Жизнь важнее искусства», в которой собраны интервью с актёром, его воспоминания о съёмках, о друзьях, о встречах с замечательными людьми, размышления о жизни и творчестве.
Актёр много работал с молодыми режиссёрами: с Игорем Волошиным в фильмах «Охота на зайцев» и «Я», с Алексеем Федорченко в фильме «Железная дорога», с Борисом Хлебниковым в фильме «Свободное плавание» и другими.
Скончался 21 марта 2019 года на 76-м году жизни в больнице Волгограда. Причиной смерти стал инфаркт . Похоронен на Центральном кладбище Волгограда.

## Фильм «Сибирь. Монамур»
В 2011 году вышел фильм Славы Росса «Сибирь. Монамур», в котором Пётр Зайченко сыграл главную роль, старика-старовера, живущего с внуком в таёжной глуши. Фильм снимался в тяжёлых условиях в тайге, актёру даже пришлось плавать в ледяной реке. После этого актёр заболел, и ему сделали операцию. Пётр Зайченко так определяет идею фильма: «Если упустили детей, надо спасать внуков». Фильм получил семьдесят призов на международных и отечественных кинофестивалях, в том числе семь призов получены за лучшую мужскую роль Петром Зайченко. Актёр номинировался на премию «Ника» За лучшую мужскую роль за 2011 год.
На кинофестивале «Окно в Европу» в Выборге Главный приз фестиваля впервые был вручён не фильму, а актёру. Пётр Зайченко получил этот приз с формулировкой «За выдающееся актёрское мастерство» за работу в двух конкурсных фильмах «Сибирь. Монамур» (реж. Слава Росс) и «Дом» (реж. Олег Погодин).
Также за эту роль он получил награды:
- Приз имени Александра Абдулова за лучшее исполнение мужской роли на кинофестивале «Дух огня» — 2011 в Ханты-Мансийске[13].
- Приз имени Анатолия Папанова за лучшее исполнение мужской роли на IV Всероссийском кинофестивале актёров-режиссёров «Золотой Феникс» в Смоленске[14].
- Приз Общественного жюри газеты «Московский комсомолец» за лучшую мужскую роль имени Михаила Ульянова на фестивале отечественного кино «Московская премьера»[15].
- XIV международный фестиваль независимого кино «ДебоширФильм — Чистые грёзы», Санкт-Петербург, 2011. Диплом — «За убедительный образ надежды, воплощённый актёрским дуэтом Петром Зайченко и Михаилом Процько»[16].
- VII Международный Сретенский православный кинофестиваль «Встреча», 2012, Калужская область, Обнинск — Приз за лучшую мужскую роль[17].
- III международный кинофестиваль стран Арктики «Северное сияние», Санкт-Петербург: приз за лучшую мужскую роль[18].

## Признание и награды
- Медаль «За трудовую доблесть». Указ Президиума Верховного Совета СССР от 22 августа 1986.
- «Провинциальная муза». Человек года 1997.
- «Мужчина года» 1997 по Всероссийскому конкурсу «Мужчина и Женщина года».
- Медаль Петра Великого «За трудовую доблесть».
- Приз Международного кинофестиваля в Испании «За лучшую мужскую роль» (в фильме «Крапачук», 1993).
- Приз за лучшую мужскую роль на кинофестивале в Карловых Варах (в фильме «Крапачук», 1993).
- Приз «Лучшая мужская роль второго плана» на кинофестивале «Бригантина» за фильм «Гроза над Русью» (1999)
- Заслуженный артист Российской Федерации (26 января 1998 года) — за заслуги в области искусства[3].
- Приз за лучшую мужскую роль VII на Открытом Российском фестивале кинокомедий «Улыбнись, Россия!» (Астрахань) — 2006 (в фильме «Сватовство»).
- Орден Дружбы (25 декабря 2014 года) — за большие заслуги в развитии отечественной культуры и искусства, многолетнюю плодотворную деятельность[19]

Год	2011 Номинация	Лауреат П.Зайченко Главный приз: За выдающееся актёрское мастерство Фильм(ы): «Сибирь. Монамур». «Дом».

## Фильмография
- 1984 — Парад планет — Иван Пухов, «Крокодилыч», рабочий, сержант
- 1986 — Лётное происшествие — Максим
- 1986 — Покушение на ГОЭЛРО — Щербаков
- 1986 — Плюмбум, или Опасная игра — дружинник, сотрудник оперотряда
- 1990 — Такси-блюз — Иван Петрович Шлыков
- 1990 — Затерянный в Сибири — следователь
- 1990 — Повесть непогашенной луны — Василий Васильевич, ординарец наркомвоенмора
- 1991 — Армавир — Артур, массовик-затейник, «царь Нептун»
- 1992 — Гроза над Русью — опричник Матвей Хомяк
- 1992 — Осколок «Челленджера» — друг
- 1992 — Прорва — адъютант командующего
- 1993 — Завещание Сталина — генерал, кандидат в президенты
- 1993 — Крапачук / Krapatchouk — Челорек
- 1994 — Псы-2: Последняя кровь / Psy 2: Ostatnia krew — Ганц, подчинённый Якушина
- 1994 — Шамара — пассажир в поезде
- 1995 — Концерт для крысы — Пронин
- 1995 — Крестоносец — наркоторговец Тоша
- 1995 — Мусульманин — Павел Петрович
- 1998 — Цирк сгорел, и клоуны разбежались — Игорь, бизнесмен
- 2000 — Русский бунт — казак Пьянов
- 2001 — Дальнобойщики (1-я серия «Русский конвой» и 10-я серия «Лёха») — Алексей Кузнецов (Лёха), бывший напарник Фёдора
- 2003 — Ребята из нашего города — Вася
- 2003 — Сыщики 2 — Куба
- 2003 — Тёмная лошадка — капитан Иглов
- 2003 — Участок — Дьордяй
- 2004 — Ангел на обочине — Капитоныч
- 2004 — Богатство — Егор Кузьмич Растригин, купец
- 2004 — Дзисай — генерал ФСБ
- 2004 — Формула — Владимир Игоревич Суханов
- 2005 — Хиромант — начальник колонии Вячеслав Фёдорович
- 2005 — Фарт — лесник
- 2006 — Завтрашние заботы
- 2006 — Сватовство (короткометражка) — Фёдор
- 2006 — Сдвиг — сторож
- 2006 — Свободное плавание — пожилой из бригады
- 2006 — Волкодав из рода Серых Псов — Фитела
- 2007 — Последний забой — Анатолий
- 2007 — Бухта пропавших дайверов — отец Гарика Седых
- 2007 — Железная дорога — машинист
- 2007 — Сыщик Путилин — Губин
- 2008 — Две судьбы 4. Новая жизнь — лесник
- 2008 — Котов — Прокопыч
- 2009 — Тарас Бульба — Метелица
- 2009 — Я — Чернобылец
- 2009 — Пассажирка — боцман Захарыч
- 2009 — Если нам судьба — Сергей Петрович Добрынин
- 2009 — История лётчика — Уфимцев, «Степаныч»
- 2010 — Маленькие жизни / Vidas pequeñas — Пётр
- 2011 — Девичья охота — Михаил Иванович Мастерков
- 2011 — Дом — Алексей Иванович Шаманов
- 2011 — Сибирь. Монамур — дед Иван
- 2012 — Легавый — Алексей Михайлович Ивакин, сторож
- 2013 — Марьина роща — Прохор Думинич
- 2015 — Ленинград 46 — старик возле храма
- 2015 — А у нас во дворе… — Арсений Семёнович Должанский
- 2016 — София — митрополит Московский Филипп
- 2019 — Годунов — патриарх Московский Гермоген

## Книги
- Зайченко П. П. Жизнь важнее искусства. — Волгоград: Издатель, 2008. — 223 с. — 1000 экз. — ISBN 5-9233-0635-2.